# Plecopterodes molybdopasta
Plecopterodes molybdopasta är en fjärilsart som beskrevs av George Francis Hampson 1910. Plecopterodes molybdopasta ingår i släktet Plecopterodes och familjen nattflyn. Inga underarter finns listade i Catalogue of Life.